# Somali Football Federation
Die Somali Football Federation (SFF oder Sofofed; Somali: Xiriirka Soomaaliyeed ee Kubadda Cagta) wurde 1969, gleich nach dem Sturz der letzten demokratisch gewählten Regierung unter Abdirashid Ali Shermarke, gegründet. Im selben Jahr wurde die SFF Mitglied der FIFA. 1972 führte sie erstmals nationale Meisterschaften und vier regionale Meisterschaften durch, 1975 wurde sie Mitglied der Confédération africaine de football. Die SFF ist verantwortlich dafür, Spiele zwischen einheimischen Teams zu organisieren und die Regeln während der Spiele durchzusetzen. Obwohl Somalia seit Jahren keine funktionierende Regierung mehr hat, hat die Organisation immer fungiert. 2008 organisierte sie erstmals seit 18 Jahren wieder eine nationale Meisterschaft.